# Tidsskriftet Morgenrøde
Tidsskriftet Morgenrøde var et internettidsskrift for litteratur og litteraturkritik, essays anmeldelser og billedkunst. Tidsskriftet satsede bl.a. på tekster med en personlig, kredsende og tænkende kant. Redaktionen beskrev selv Morgenrøde som et "tidsskrift, der bevæger sig i og omkring litteraturen og kunsten." Målet med tidsskriftet syntes således at være en åben og åbnende formidling af litteratur og kunst vha. "en platform for de mange".
Første nummer (nummer nul), som udkom 15. januar 2010, indeholder således også bidrag af en del eksperimenterende forfattere og enkelte litterater, hvoraf bl.a. kan nævnes Glenn Christian, Chresten Forsom, Peter Højrup, Stefan Kjerkegaard, Maja Lucas, Sternberg, og Mikkel Thykier. Tidsskriftet udkommer løbende.
Tidsskriftet blev startet af Lars Arnfred Fynboe, Peder Frederik Jensen, Lars Bo Nørgaard og Peter-Clement Woetmann. Den nuværende redaktion (2011) består af Peder Frederik Jensen, Lars Bo Nørgaard, Peter-Clement Woetmann, Troels Emig og Heine Thorhauge Mathiasen.
Seneste version af tidsskriftet er arkiveret i 2013. Det er ophørt.

## Eksterne links
- Seneste arkiverede version af Morgenrøde fra 2013